# Peltogyne altissima
Peltogyne altissima är en ärtväxtart som beskrevs av Adolpho Ducke. Peltogyne altissima ingår i släktet Peltogyne och familjen ärtväxter. Inga underarter finns listade i Catalogue of Life.